# Edgar Erskine Hume
Edgar Erskine Hume (Frankfort, 26 dicembre 1889 – Washington, 24 gennaio 1952) è stato un generale e medico statunitense.

## Biografia
Edgar Erskine Hume nacque al Capital Hotel a Frankfort nel Kentucky il 26 dicembre 1889 da Enoch Edgar Hume e Mary Ellen South e aveva una sorella, Eleanor Marion, nata a "Roselawn", casa dei nonni materni. Hume studiò medicina al Centre College, conseguendo il Bachelor of Arts nel 1908 e il Master of Arts nel 1909; fu anche membro del Kappa Alpha Order.
Durante la prima guerra mondiale servì negli ospedali in Italia e nel settembre 1918 fu inviato in Francia con il British Expeditionary Force, durante l'offensiva della Mosa-Argonne e la battaglia di Saint-Mihiel, con il General Hospital No. 12 a Rouen, mentre dall'ottobre al novembre fu al comando degli ospedali da campo con le 3ª, 4ª e 8ª Armate del Regio Esercito durante la battaglia di Vittorio Veneto. Nel febbraio 1919 fu promosso Chief Medical Officer e nel giugno American Red Cross Commissioner dello Stato degli Sloveni, Croati e Serbi. Nell'agosto 1920 ritornò in America e nel novembre dello stesso anno fu assegnato al Corps Area Laboratory a Fort Banks fino a giugno 1922. Durante la permanenza nell'università fondò con Claude William Mitchell il Delta Omega.
Nel 1943 partecipò allo sbarco in Sicilia, venendo nominato Capo della Sanità militare in Sicilia dal luglio all'agosto 1943, quando fu promosso Chief dell'Allied Military Government for Occupied Territories della 5th Army e nel novembre 1943 riuscì a fermare un'epidemia di tifo petecchiale a Napoli, grazie all'impiego di DDT. Nel giugno 1949 fu promosso Chief Surgeon del Far East Command, comandato dal generale Douglas MacArthur.